# Контрада ла Волека (Рим)
Контрада ла Волека је насеље у Италији у округу Рим, региону Лацио.
Према процени из 2011. у насељу је живело 22 становника. Насеље се налази на надморској висини од 219 м.